# Leibnizschule Wiesbaden
Die Leibnizschule am Wiesbadener Zietenring ist ein Gymnasium im Ortsbezirk Westend. Über 80 Lehrer und Referendare unterrichten etwa 1100 Schüler. Benannt wurde die Schule nach dem Philosophen Gottfried Wilhelm Leibniz.

## Geschichte
Die Oberrealschule für Knaben am Zietenring wurde zwischen 1903 und 1905 vom Stadtbaumeister Felix Genzmer gebaut. Im Gefolge der Eingemeindung von Biebrich nach Wiesbaden wurde die Biebricher Wilhelm-Heinrich-Riehl-Schule 1932 mit der Städtischen Oberrealschule am Zietenring zusammengelegt. Nach Beseitigung von Schäden durch einen Bombenangriff im Februar 1945 konnte der Unterricht an der Riehl Schule Städtisches Gymnasium für Jungen am Zietenring im Herbst 1945 wieder aufgenommen werden. In den Folgejahren änderte sich der Name der Schule in Realgymnasium am Zietenring Wiesbaden. Ab 1956 wurde sie als Gymnasium Leibnizschule Wiesbaden geführt und nahm später auch Mädchen auf (Koedukation). Die Leibnizschule war eine der ersten Schulen in Hessen, die einen G8-Zweig anbot. Seit 2001 führt die Schule das staatliche Zertifikat „Schule mit Schwerpunkt Musik“,  Am 6. September 2002 wurde der Neubau für die Klassen 5 bis 7 der Leibnizschule eingeweiht. Dieses Gebäude wurde ca. 100 Meter vom Hauptgebäude gebaut, um dem Mangel an Klassenräumen vorzubeugen. Seit Abschluss der Generalsanierung 2010 ist die Leibnizschule ausgestattet mit (Fach-)Räumen, Technik, einer Aula, einer Cafeteria und einer Mensa, die in der ehemaligen Sporthalle, welche durch einen Bombenangriff zerstört wurde, eine architektonisch bemerkenswerte Räumlichkeit erhalten hat.

## Technischer Schwerpunkt
Im Jahr 2012 bekam die Leibnizschule als eine von 212 Schulen bundesweit (Stand:2015) das MINT-Zertifikat. Es gibt in diesem Schwerpunktsbereich mehrere Nachmittagsangebote, wie bspw. die MINT-AG, Robotik, Informatik etc. Außerdem führt die Leibnizschule seit 2015 eine Kooperation mit der Hochschule RheinMain und ist seit 2014 Mitglied im Netzwerk „Schule 3.0“ des Zentrums für Chemie. Die Schüler nehmen regelmäßig an MINT orientierten Wettbewerben teil (schulintern sowie bundesweit), wie bspw. dem Leonardo Award und dem Landesweiten Mathematikwettbewerb, bei dem die Leibnizschule seit mehreren Jahren erfolgreich ist.

## Musikalischer Schwerpunkt
2010 wurde dieser Schwerpunkt erneut vom Land Hessen an die Leibnizschule vergeben. Sie bietet u. a. mit der Einführung einer „Ensembleklasse“ pro Schuljahr ein Konzept des erweiterten Musikunterrichts. Zum Profil zählt auch der Musik-Leistungskurs. Die Leibnizschule besitzt die ältesten Schulensembles der Landeshauptstadt (Orchester seit den 1950er, Bigband seit den 1960er Jahren) und wird seit jeher in der Öffentlichkeit als kultureller Mitgestalter wahrgenommen.
Von den Musikgruppen der Leibnizschule hat vor allem die Bigband in den letzten Jahrzehnten für Aufsehen gesorgt: Konzertreisen nach England, Spanien, Italien, Tschechien, Estland, Finland und auf Sylt, und dazu Erfolge bei den hessischen Landeswettbewerben Jugend jazzt (u. a. 2001: 1. Preis, 2011: 2. Preis) und ein 2. Platz beim 3.HR Bigband-Wettbewerb im Hessischen Rundfunk 2008.

## Sportliche Erfolge
- 3. Platz beim Bundesfinale 2005 bei Jugend trainiert für Olympia in der Disziplin Tischtennis.
- Erreichen des Bundesfinales 2007 bei Jugend trainiert für Olympia in der Kategorie Tischtennis.

## Sonstige Auszeichnungen
Für das Projekt „Crossing the Bridge“,  ein Patinnenprojekt, bei dem Mädchen jüngeren Mitschülerinnen aus Migrantenfamilien helfen, erhielt die Schule im November 2008 den Hessischen Integrationspreis aus der Hand von Ministerpräsident Roland Koch und Sozialministerin Silke Lautenschläger.

## Schriften
- Schulprogramme der Städtischen Realschule i. E. am Zietenring zu Wiesbaden, 1906–1907 Digitalisat
- Schulprogramme der Städtischen Oberrealschule i. E. am Zietenring zu Wiesbaden, 1908–1909 Digitalisat